# 28695 Zwanzig
28695 Zwanzig è un asteroide della fascia principale. Scoperto nel 2000, presenta un'orbita caratterizzata da un semiasse maggiore pari a 2,3779471 UA e da un'eccentricità di 0,0937141, inclinata di 4,88616° rispetto all'eclittica.